# 오성중학교 (경기)
오성중학교(梧城中學校)는 대한민국 경기도 평택시 오성면 숙성리에 있는 사립 중학교이다.

## 학교 연혁
- 1961년 5월 29일 : 오성농예 기술학교 설립
- 1963년 3월 20일 : 제1회 졸업식
- 1967년 7월 24일 : 학교법인 오성학원 인가
- 1967년 10월 28일 : 오성중학교 인가
- 1971년 2월 3일 : 학급증설 12학급
- 1989년 12월 21일 : 일반교실 3교실 및 운동부 생활관(승리관)신축
- 2000년 12월 30일 : 강당, 기술, 가정실, 음악실 신축
- 2002년 5월 31일 : 급식실 신축
- 2007년 12월 20일 : 승리관  증축
- 2008년 2월 1일 : 홍성숙 이사장 취임
- 2008년 12월 20일 : 도서실(螢雪館) 리모델링
- 2010년 4월 13일 : 학교숲 가꾸기 조성
- 2012년 7월 1일 : 다목적 체육관(우봉관) 신축
- 2013년 3월 1일 : 통합지원실(특수학급) 1학급 신설
- 2021년 9월 23일 : 서순원 교장 취임
- 2023년 12월 20일 : 제62회 졸업식(남 15명, 여 30명 총 45명) 총졸업생수 남(3,679명), 여(3,434명) 총원(7,113명)

## 참고 자료
- 오성중학교 - 한국교육학술정보원 학교알리미